# Александър Поповски
Александър Поповски – Искра (на македонска литературна норма: Александар Поповски, на гръцки: Αλέξανδρος Παπαδημητρίου – Σπίθα) е северномакедонски общественик, участник в Гръцката гражданска война, активист на егейската емиграция в Република Северна Македония.

## Биография
Роден е на 15 февруари 1932 година в леринското село Долно Котори, Гърция (на гръцки Идруса) в революционно семейство. Правнук е на войводата Никола Попгеоргиев.
В 1947 година е куриер на Демократичната армия на Гърция, а от март 1948 година се присъединява към ДАГ и участва в Гражданската война. Сражава се в голямата Битка на Грамос през лятото на 1948 година. На 24 септември 1948 година е тежко ранен. След лечение в Албания се завръща и се бие в ротата на Георги Пейков. Участва в разгромната за ДАГ битка за Лерин през февруари 1949 година. След края на Гражданската война през есента на 1949 година се установява в Ташкент, СССР. Остава там 9 години, като завършва местната военна академия. По-късно се установява в Битоля, Югославия. Той е активист на егейската емиграция, основател и дългогодишен председател на Сдружението на македонците от Егейския дял на Македония в Битоля.
Александър Поповски е награден с орден „За заслуги за народа“, „Сребърна звезда“ от Председателството на Югославия, след това от Председателството на македонската диаспора, от Синода на Македонската православна църква, с позлатен плакет от Световния македонски конгрес като първи сенатор на Македония.
Умира на 13 ноември 2022 година. Погребан е в Буковските гробища в Битоля.